# Pterolophia pilosella
Pterolophia pilosella là một loài bọ cánh cứng trong họ Cerambycidae.